# 島根県道30号三瓶山公園線
島根県道30号三瓶山公園線（しまねけんどう30ごう さんべさんこうえんせん）は、島根県大田市を通る県道（主要地方道）である。

## 概要

### 路線データ
- 起点：島根県大田市三瓶町志学（島根県道40号川本波多線交点）
- 終点：島根県大田市長久町長久（大田市駅前交差点、国道9号交点）

## 歴史
- 1993年（平成5年）5月11日 - 建設省から、県道三瓶山公園線が三瓶山公園線として主要地方道に指定される[1]。

## 路線状況
2013年（平成25年）10月現在、大田市大田町大田でバイパス工事が途中で中断したままとなっている。

### 重複区間
- 島根県道174号和江港大田市停車場線（大田市大田町大田 地内）

## 地理

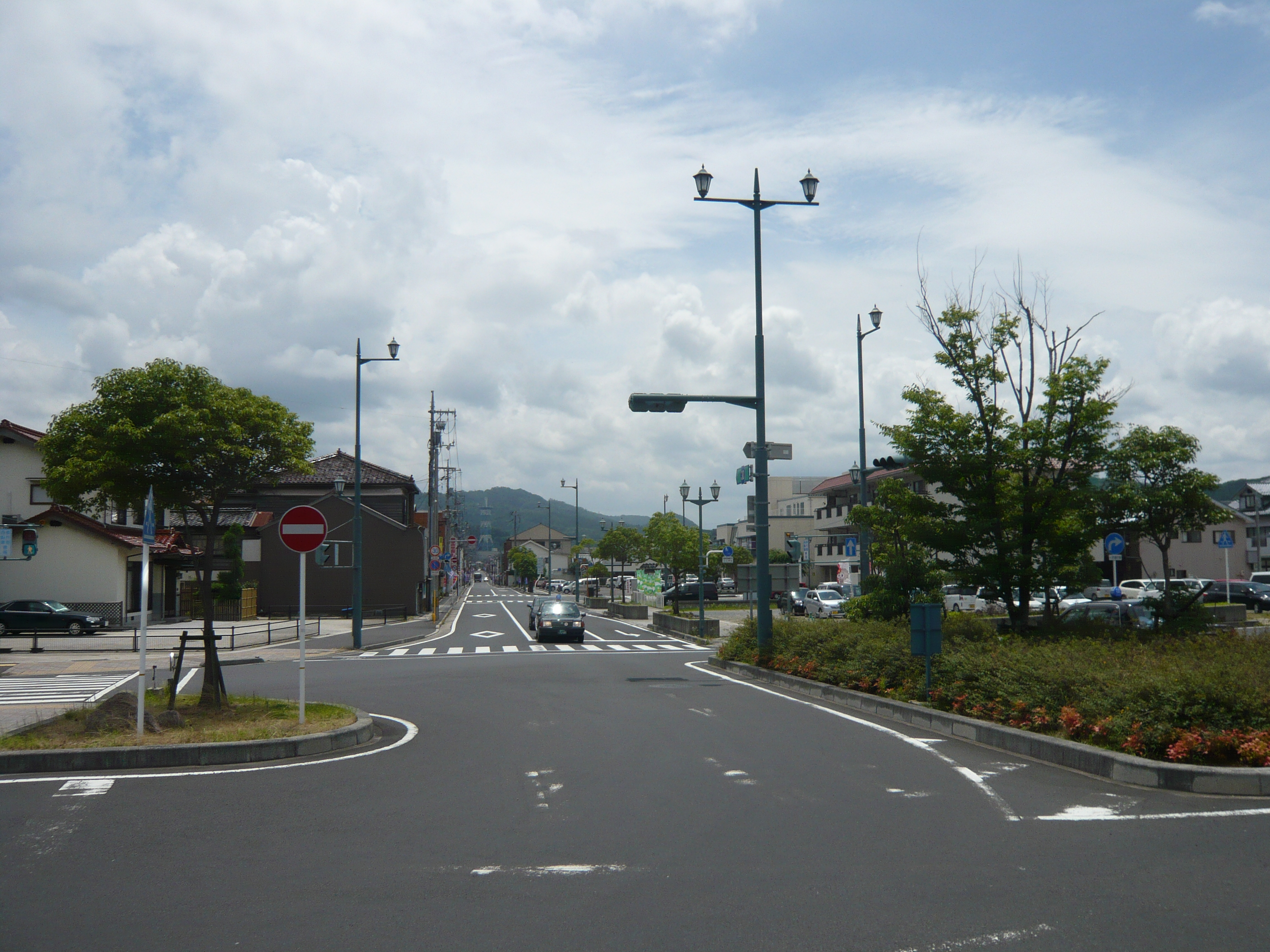
大田市駅前。島根県道30号および島根県道174号和江港大田市停車場線（174号は終点）

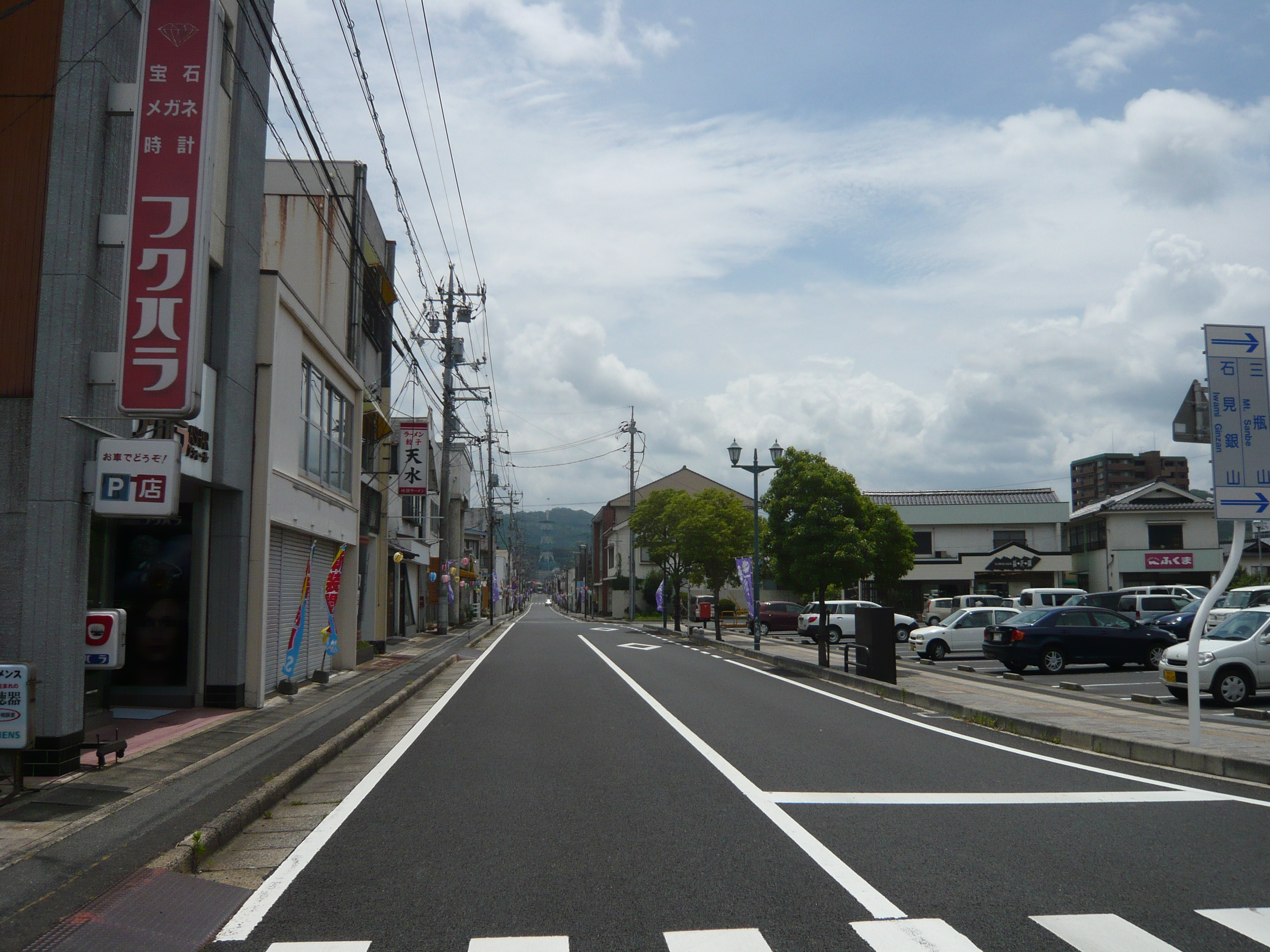
大田市駅前、県道30号

### 通過する自治体
- 大田市

### 交差する道路
| 交差する道路                                   | 交差する場所 | 交差する場所            |
| ---------------------------------------------- | ------------ | ----------------------- |
| 島根県道40号川本波多線                         | 三瓶町志学   | 起点                    |
| 島根県道286号池田久手停車場線                  | 三瓶町池田   |                         |
| 島根県道288号瓜坂川合線                        | 川合町川合   |                         |
| 島根県道56号大田佐田線                         | 大田町野城   |                         |
| 島根県道284号田儀山中大田線                    | 大田町大田   |                         |
| 島根県道174号和江港大田市停車場線 重複区間起点 | 大田町大田   |                         |
| 島根県道174号和江港大田市停車場線 重複区間終点 | 大田町大田   |                         |
| 国道9号                                        | 長久町長久   | 大田市駅前交差点 / 終点 |

### 交差する鉄道
- 山陰本線

### 沿線
- 三瓶山
- 三瓶温泉
- 島根県立大田高等学校
- 大田市立大田小学校
- JR西日本山陰本線 大田市駅